# Trakt, Haivoron
Trakt (în ucraineană Тракт) este un sat în comuna Taujne din raionul Haivoron, regiunea Kirovohrad, Ucraina.

## Demografie
Componența lingvistică a localității Trakt
     Ucraineană (98,78%)
     Belarusă (1,22%)
Conform recensământului din 2001, majoritatea populației localității Trakt era vorbitoare de ucraineană (98,78%), existând în minoritate și vorbitori de belarusă (1,22%).